# Алевритовый ил
Алеври́товый ил (от греч. αλεύρι — «мука») — озёрные отложения, содержащие обломочные зёрна размером от 0,01 до 0,1 мм в поперечнике. С точки зрения гранулометрического состава алевритовый ил — это фракция осадков, промежуточная между мелкозернистым песком и глиной.
Разновидностью алевритового ила является ми́диевый ил, содержащий большое количество раковин моллюсков рода Mytilus семейства мидий.
Данная разновидность ила характеризуется повышенным содержанием органического вещества (в среднем 2,14 %). Мидиевый ил распространён в Чёрном море на глубинах от 30 до 65 м.